# John Matthews
John Matthews (1808 – 1870) was een Amerikaans uitvinder geboren in Engeland. Hij wordt beschouwd als de uitvinder van het sodawater oftewel spuitwater.
Matthews wordt door historici en de spuitwaterindustrie wel de "vader van de soda fountain" genoemd. Koolzuurhoudende dranken waren tot 1832 nog niet verkrijgbaar, totdat in dat jaar door John Matthews een carboniseerapparaat werd uitgevonden dat koolzuurgas in water kon oplossen; later kon hij hier nog een smaakje aan toevoegen.
De basis voor het maken van koolzuurgas en het maken van een carboniseermachine had hij geleerd van Joseph Bramah. Matthews emigreerde in 1832 van Engeland naar de Verenigde Staten, waar hij lange tijd een groot aandeel in de handel in sodawater had. Hij startte de bevoorrading van etablissementen. Tot die tijd werd sodawater koud geserveerd en had het nog geen smaakje.